# آخر فرسان
آخر فرسان (بالإنجليزية: Last Knights)‏ هو فيلم حركة تم إنتاجه في التشيك وكوريا الجنوبية وصدر في سنة 2015. الفيلم من إخراج كازواكي كيريا من بطولة كلايف أوين وكليف كورتس وأكسل هني وبيمان المعادي وآيليت زورر.

## القصة
تبدأ قصة الفيلم في إمبراطورية مليئة بالفساد والرشاوي. يقوم النبيل (بارتوك) (مورغان فريمان) الذي يعادي الفساد في الإمبراطورية ويقوم بالإيقاع بالوزراء الفاسدين, بالذهاب في مهمة ومعه القائد (رايدن) (كليف أون) وفرقته إلي (جيزا موت) (أكسيل هينيز) أحد الوزراء الفاسدين والذي يقبل الرشاوي للإرتقاء بمنصبه. بعد وصولهم إلي قلعة (جيزا موت) وفي ليل ذلك اليوم يجتمع (جيزا موت) مع النبيل (بارتوك) في غرفة مليئة بالذهب والمقتنيات القيمة لكي يعرضها (جيزا موت) علي النبيل (بارتك) كرشوة, لكن النبيل (بارتوك) يقوم برفض الرشوة ويتعارك الأثنين معاً فيسمع الحراس صوت المعركة فيذهبون إلي الغرفة ومعهم (رايدن) و(إيتو) قائد قوات (جيزا موت) لتفقد ما يجري. يتم تحويل النبيل (بارتوك) إلي المحكمة بحضور الإمبراطور ويتم الحكم علي النبيل (بارتوك) بالإعدام بيد القائد (رايدن), ويتم تشريد عائلة النبيل (بارتوك) ونزع الشرف منهم وتشريد جيش النبيل (بارتوك). يبقي القائد (رايدن) حزيناً علي موت النبيل (بارتوك) فيدمر مستقبه ويبقي بلا عمل وينفق كل ما لديه من أموال علي شرب الخمور. يبقي جنود النبيل (بارتوك) مشردين بعملون في مهن وحرف بسيطة كصيد السمك والحدادة وغيرها. لكن مع ذلك أصبح (جيزا موت) خائفاً من (رايدن) لألا يقوم بالأنتقام لقتل النبيل (بارتوك), فأرسل (جيزا موت) رئيس جنوده (إيتو) والكثر من قواته لمراقبة (رايدن). بعد مرورعام أصبح (جيزا موت) بمنصب المستشار الأول للإمبراطور وأصبحت منشأته وممتلكاته الأكثر تحصيناً في كل الأمبراطورية حتي أنه أصبح أكثر تحصناً من الأمبراطور نفسه, ومازال يخاف من (رايدن) ويستمر في مراقبته. يخطط قليل من جنود النبيل (بارتوك) كيف يقتحمون قلعة (جيزا موت) لقتله, فبدأون بتحضير الخطط و إخفاء المعدات الدخول إلي منشأته والتظاهر بإنهم عمال. في أحد الأيام يقوم الجنود ومعهم القائد (رايدن) بأقتحام قلعة (جيزا موت) ويقتلون حراسه, ويقوم القائد (رايدن) بقتل رئيس جنود (جيزاموت) (إيتو). ييقوم (رايدن) بإقتحام غرفة (جيزا موت) وقتله. يصل هذا الخبر إلي الإمبراطور فيأمر بقتلهم وتنفيذ حكم الإعدام بهم.

## الممثلون والشخصيات
- كلايف أوين (بدور: رايدن)
- مورغان فريمان (بدور: بارتوك)
- كليف كورتيس (بدور: الملازم كورتيز)
- أكسيل هني (بدور: جيزا موت)
- ديفيد ليغينو (بدور: أولاف)
- آيليت زورر (بدور: ناعومي)
- تسويوشي إيهار (بدور: إيتو)
- دانيال أديجبويجا (بدور: رودريجو)
- شهره اغداشلو (بدور: ماريا)
- آهن سونج كى (بدور: أوغست)
- بارك سى يون (بدور: هانا)
- جيمس بابسون (بدور: فات جيم)
- جورجيو كابوتو (بدور: سليم تالي)
- فال لورين (بدور: شيمون)
- مايك لومباردي (بدور: جوسيا)
- نواه سيلفر (بدور: غابرييل)

## الميزانية والإيرادات
بلغت تكلفة إنتاج الفيلم حوالي 19.2 مليون دولار بينما حقق إيرادات تقدر بـ 1.8 مليون دولار.

## وصلات خارجية
- آخر فرسان على موقع IMDb (الإنجليزية)
- آخر فرسان على موقع ميتاكريتيك (الإنجليزية)
- آخر فرسان على موقع روتن توميتوز (الإنجليزية)
- آخر فرسان على موقع قاعدة بيانات الأفلام العربية
- آخر فرسان على موقع ألو سيني (الفرنسية)
- آخر فرسان على موقع Turner Classic Movies (الإنجليزية)
- آخر فرسان على موقع أول موفي (الإنجليزية)
- آخر فرسان على موقع فيلمافينيتي (الإسبانية)
- آخر فرسان على موقع قاعدة بيانات الأفلام السويدية (السويدية)
- آخر فرسان على موقع قاعدة بيانات الفيلم (الإنجليزية)
- آخر فرسان  في قاعدة بيانات الأفلام على الإنترنت (بالإنجليزية)